# Stefan Liebig
Stefan Liebig (* 26. November 1962 in Coburg) ist ein deutscher Soziologe.

## Leben
Von 1983 bis 1991 studierte Liebig Evangelische Theologie und Soziologie an der Ruprecht-Karls-Universität Heidelberg in Heidelberg. 1997 promovierte er an der Humboldt-Universität Berlin. 2004 habilitierte er sich an der Ludwig-Maximilians-Universität München.
Von 2005 bis 2006 war er Professor für Soziologie mit dem Schwerpunkt Empirische Sozialforschung/Methodenlehre an der Universität Trier, von 2006 bis 2008 war er Ordentlicher Professor für Empirische Sozialstrukturanalyse an der Universität Duisburg-Essen in Duisburg. Von 2008 bis 2019 hatte er den Lehrstuhl für „Soziale Ungleichheit und Sozialstrukturanalyse“ an der Fakultät für Soziologie der Universität Bielefeld inne. 
Im April 2019 trat er eine Professur für empirische Sozialstrukturanalyse am Institut für Soziologie der Freien Universität Berlin an, auf die er gemeinsam mit dem DIW Berlin berufen wurde. Er ist seit November 2014 Mitglied im Rat für Informationsinfrastrukturen und wurde im November 2017 zu dessen stellvertretendem Vorsitzenden gewählt. Im Januar 2018 wurde er Direktor des Sozio-oekonomischen Panels (SOEP) und wissenschaftliches Vorstandsmitglied des Deutschen Instituts für Wirtschaftsforschung (DIW) in Berlin. Die Funktion im Vorstand des DIW beendete er im April 2022 mit sofortiger Wirkung. Weiterhin wurde im April 2022 bekannt, dass Liebig die Leitung des SOEP zum 1. Oktober 2022 beendet.
Ende 2022 wurde Liebig zum Mitglied der Akademie der Wissenschaften und der Literatur gewählt.
Anfang Juli 2024 initiierte er ein Protestschreiben gegen Antisemitismus im Zusammenhang mit dem Krieg in Gaza, das von 70 weiteren Professoren unterstützt wurde. Darin forderten die Unterzeichner, sich „ohne wenn und aber vor jüdische Studenten und Kollegen“ zu stellen, und wandten sich gegen antisemitische Ausgrenzung, die Verwendung von Terrorsymbolen und das Infragestellen des Existenzrechts Israels, indirekt auch in Bezug auf propalästinensische Protestcamps an deutschen Universitäten.

## Publikationen (Auswahl)
- mit Steffen Mau: Einstellungen zur sozialen Mindestsicherung. Ein Vorschlag zur differenzierten Erfassung normativer Urteile, in: „Kölner Zeitschrift für Soziologie und Sozialpsychologie“, Jg. 54, 2002, S. 109–134
- mit Holger Lengfeld: Industrial Relations and Justice Ideologies in the Firm. A Justice-Based Explanation of Works Council Effectiveness, in: „Social Justice Research“, Jg. 15, 2002, S. 245–270
- Gerechtigkeit in Organisationen, in: Jutta Allmendinger/Thomas Hinz (Hgg.): „Soziologie der Organisation“, Sonderheft der „Kölner Zeitschrift für Soziologie und Sozialpsychologie“, 2002, S. 151–187
- mit Holger Lengfeld (Hgg.): Interdisziplinäre Soziale Gerechtigkeitsforschung. Zur Verknüpfung empirischer und normativer Perspektiven, Campus, Frankfurt am Main 2002
- mit Holger Lengfeld/Steffen Mau (Hgg.): Verteilungsprobleme und Gerechtigkeit in modernen Gesellschaften, Campus, Frankfurt am Main 2004
  - darin: Arbeitslosigkeit und Moralökologie. Zu den Folgen des Verlusts moralischer Anregungs- und Anerkennungskontexte, S. 197–221
- Was ist gerecht im Unternehmen? In: „Managementforschung“, Jg. 14, 2004, S. 79–106
- mit Steffen Mau: Wann ist ein Steuersystem gerecht? Einstellungen zu allgemeinen Prinzipien der Besteuerung und zur Gerechtigkeit der eigenen Steuerlast, in: „Zeitschrift für Soziologie“, Jg. 34, 2005, S. 468–491
- mit Alexandra Krause: Soziale Einstellungen in der Organisationsgesellschaft. Betriebliche Strukturen und die gerechte Verteilungsordnung der Gesellschaft, in: „Zeitschrift für Arbeitsmarktforschung“, Jg. 39, 2006, S. 255–276
- mit Jürgen Schupp: Gerechtigkeitsprobleme im Wohlfahrtsstaat: Besteuerung, wohlfahrtsstaatliche Transfers und die Gerechtigkeit des eigenen Erwerbseinkommens. DIW Discussion Papers 690. Deutsches Institut für Wirtschaftsforschung, Berlin 2007

### In Herausgeberschaft
- Mit Wenzel Matiaske, Wenzel und Sophie Rosenbohm, Sophie: Handbuch Empirische Organisationsforschung, Springer Fachmedien, Wiesbaden, 2017, ISBN 978-3-658-08492-9 (Printausgabe)